# Calyptommatus confusionibus
Calyptommatus confusionibus — вид ящірок родини гімнофтальмових (Gymnophthalmidae). Ендемік Бразилії.

## Поширення і екологія
Calyptommatus confusionibus мешкають на території бразильського штату Сеара, в національних парках Серра-дас-Конфузойнс і Серра-да-Капівара. Вони живуть у перехідній зоні між біомами серрадо і каатинги. Зустрічаються на висоті від 450 до 500 м над рівнем моря.